# Martin Sæterhaug
Martin Sæterhaug (13 de agosto de 1882 — 23 de agosto de 1961) foi um ciclista norueguês. Nos Jogos Olímpicos de Verão de 1912 em Estocolmo, competiu representando a Noruega na prova de estrada (individual e por equipes), no entanto, ele não terminou em ambas as corridas.